# The Stars We Are
The Stars We Are (с англ. — «Звёзды, которые мы») — четвёртый студийный альбом британского певца Марка Алмонда, выпущенный в сентябре 1988 года. Альбом достиг 41 места в UK Albums Chart и 144 места в US Billboard 200. Это самый продаваемый сольный альбом Алмонда в Великобритании и США, BPI присвоила ему серебряную награду. Выходу альбома предшествовали синглы «Tears Run Rings», «Bitter Sweet», «Something’s Gotten Hold of My Heart» and «Only the Moment».
Со своей группой La Magia (состоящей из бывших участников Willing Sinners Энни Хоган, Билли Макги и Стива Хамфриса) и в сопровождении различных студийных музыкантов Алмонд записал альбом в Matrix Studios в Лондоне. Обложку разработал Хью Физер, а фотографию на обложке сделал Энди Кэтлин.

## Информация об альбоме
В альбоме присутствует несколько дуэтов — песня «Your Kisses Burn» с немецкой певицей Нико, ставшая последней студийной записью певицы, а также с Агнес Бернелл (песня «Kept Boy», которая есть только в качестве бонус-трека на CD и кассетном варианте альбома) и с американским певцом Джином Питни, вместе с которым Марк исполнил его песню 1967 года «Something’s Gotten Hold of My Heart». Эта версия песни стала хитом номер один первой половины 1989 года в Великобритании, а также шестым синглом-бестселлером этого года — BPI присвоила ей золотую награду.
Первое издание альбома не включало дуэт-версию песни «Something’s Gotten Hold of My Heart» с Питни, включало лишь соло-версию Марка. Дуэт-версия была записана после выпуска альбома и была добавлена на CD и кассеты с альбомом уже после успеха её в качестве сингла (в некоторых изданиях виниловых пластинок вместо соло-версии Алмонда).
«Tears Run Rings» стала единственным синглом в сольной карьере Марка, попавшим в американский чарт Billboard Hot 100.
| Оценки критиков               | Оценки критиков |
| Источник                      | Оценка          |
| ----------------------------- | --------------- |
| AllMusic                      | [ 6 ]           |
| Encyclopedia of Popular Music | [ 7 ]           |
| Record Mirror                 | [ 8 ]           |

## Список композиций
Слова и музыка всех песен — Марк Алмонд; кроме указанных.
| №  | Название                         | Автор(ы)                | Длительность |
| -- | -------------------------------- | ----------------------- | ------------ |
| 1. | «The Stars We Are»               | Марк Алмонд, Энни Хоган | 3:44         |
| 2. | «These My Dreams Are Yours»      |                         | 5:28         |
| 3. | «Bitter Sweet»                   | Марк Алмонд, Энни Хоган | 3:21         |
| 4. | «Only the Moment»                | Марк Алмонд, Энни Хоган | 4:41         |
| 5. | «Your Kisses Burn» (дуэт с Нико) |                         | 4:43         |

| №   | Название                              | Автор(ы)                    | Длительность |
| --- | ------------------------------------- | --------------------------- | ------------ |
| 6.  | «The Very Last Pearl»                 |                             | 4:45         |
| 7.  | «Tears Run Rings»                     |                             | 4:22         |
| 8.  | «Something’s Gotten Hold of My Heart» | Роджер Гринэуэй, Роджер Кук | 4:40         |
| 9.  | «The Sensualist»                      | Almond, Hogan               | 5:28         |
| 10. | «She Took My Soul in Istanbul»        | Алмонд, Билли Макги         | 6:22         |

| №   | Название                                                                             | Автор(ы)                 | Длительность |
| --- | ------------------------------------------------------------------------------------ | ------------------------ | ------------ |
| 11. | «The Frost Comes Tomorrow» (бисайд сингла «Something's Gotten Hold of My Heart» 12") | Марк Алмонд, Энни Хоган  | 4:18         |
| 12. | «Kept Boy» (с Агнес Бернелл)                                                         | Марк Алмонд, Билли Макги | 6:14         |
| 13. | «Something’s Gotten Hold of My Heart» (с Джином Питни)                               | Гринэуэй, Кук            | 4:40         |

## Участники записи
- Марк Алмонд — вокал, аранжировки
- Нико — вокал в «Your Kisses Burn»
- Виктория Уилсон-Джеймс — вокал в «This My Dreams Are Yours»
- Сурая Ахмед (женское турецкое альтер-эго самого Алмонда, о чём он упоминает в своей книге «Порочная жизнь») — вокал в «She Take My Soul in Istanbul»
- Джини Болл — скрипка
- Сью Денч — альт
- Джулия Гирдвуд — гобой, английский рожок
- Дерек Ханниган — бас-кларнет
- Салли Герберт — скрипка
- Энни Хоган — фортепиано, маримба, вибрафон, аранжировки
- Филиппа Холланд — скрипка
- Стивен Хамфрис — ударные, перкуссия, программирование, литавры, семплирование
- Кристин Джексон — виолончель
- Боб Краушаар — дополнительная перкуссия, сведение, продюсер на «Something’s Gotten Hold of My Heart»
- Билли Макги — бас, клавишные, дубек, струнный аранжировщик, струнный дирижёр
- Крис Питсиллидес — альт
- Жоселин Пук — альт
- Одри Райли — виолончель
- Энрико Томассо — труба, флюгельгорн
- Крис Томблинг — скрипка
- Одри Ахмед — вокал
- Агнес Бернелл — вокал

## Позиции в чартах
| Чарт (1988)                               | Максимальная позиция |
| ----------------------------------------- | -------------------- |
| Австрия (Ö3 Austria)                      | 15                   |
| Нидерланды (Dutch Album Top 100)          | 26                   |
| Финляндия (Suomen virallinen albumilista) | 16                   |
| Германия (Offizielle Top 100)             | 9                    |
| Швейцария (Schweizer Hitparade)           | 5                    |
| Великобритания (OCC)                      | 41                   |
| США (Billboard 200)                       | 144                  |

## Сертификаты
| Регион                                                      | Сертификация | Продажи |
| ----------------------------------------------------------- | ------------ | ------- |
| Великобритания (BPI)                                        | Серебряный   | 60 000^ |
| ^ Данные о тиражах приведены только на основе сертификации. |              |         |